# Gastlanden wereldkampioenschap voetbal

Kaart van gastlanden (1930-2022). Lichtgroen: één keer, donkergroen: twee keer.

Het gastland voor de organisatie van het wereldkampioenschap voetbal wordt altijd door de FIFA bepaald.
In de begindagen van het WK werd de organisatie toegewezen op vergaderingen van de FIFA. De keuze van de locatie was controversieel, gezien de scheepsreis van om en bij de drie weken tussen Zuid-Amerika en Europa, de sterkste werelddelen in het voetbal. De eerste editie van het wereldkampioenschap werd toegewezen aan Uruguay in 1930, toen het land voor de tweede keer op rij olympisch kampioen was geworden. De FIFA beschouwt deze twee olympische gouden medailles als twee gewonnen WK’s voor Uruguay omdat er toen geen alternatief evenement en de teams - in tegenstelling tot later - een selectie van de best mogelijke spelers naar de Spelen stuurden. Frankrijk, Roemenië, België en Joegoslavië waren de enige Europese landen die het de moeite waard vonden om naar Montevideo af te reizen. Dit schoot in het verkeerde keelgat bij organisator Uruguay, dat vier jaar later weigerde deel te nemen aan het toernooi in Italië en andere Zuid-Amerikaanse landen verzocht om ook niet deel te nemen.
De beslissing om het WK in 1938 in Frankrijk te laten plaatsvinden, stootte ook op onbegrip. De Amerikaanse landen waren in de veronderstelling dat het WK zou roteren tussen Europa en Amerika. Argentinië had zich kandidaat gesteld om het WK te organiseren en bleef thuis toen Frankrijk de organisatie kreeg. Buurland Uruguay steunde Argentinië en bleef voor de tweede keer op rij thuis.
Door de Tweede Wereldoorlog vonden in 1942 en 1946 geen wereldkampioenschappen plaats. Om verdere boycots en controverse te vermijden, kwam er een rotatiesysteem tussen Amerika en Europa dat tot 2002 zou duren, hoewel de edities van 1954 en 1958 ook in Europa plaatsvonden. De beslissing om het WK toe te wijzen werd ruwweg zeven jaar op voorhand bekendgemaakt. De gastlanden voor het wereldkampioenschap voetbal 2018 en 2022 werden gelijktijdig bekendgemaakt, om zo deze landen voldoende tijd te geven om voorbereidingen te treffen.
Mexico, Italië, Frankrijk, Duitsland en Brazilië waren reeds twee keer gastheer voor het gebeuren.

## 1930
Kandidaten
- Hongarije
- Italië
- Nederland
- Spanje
- Zweden
- Uruguay

Nog voorafgaand aan het congres van de FIFA, waar het gastland van de eerste wereldbeker bepaald zou worden, trokken enkele landen zich terug. Nederland en Hongarije trokken zich terug, waarop Zweden zich terugtrok om zo Italië meer kans te geven. Hierna trokken ook Italië en Spanje zich nog terug, waardoor enkel Uruguay overbleef. Het congres kwam samen op 18 mei 1929 in Barcelona om de beslissing goed te keuren en Uruguay werd verkozen zonder verdere stemming.
Resultaat
1. Uruguay
2. Italië teruggetrokken
3. Spanje teruggetrokken
4. Zweden teruggetrokken
5. Nederland teruggetrokken
6. Hongarije teruggetrokken

## 1934
Kandidaten
- Italië
- Zweden

Zweden trok zich nog voor de stemming terug, zodat Italië het gastland werd. Op 14 mei 1932 werd de beslissing goedgekeurd.
Resultaat
1. Italië
2. Zweden teruggetrokken

## 1938
Kandidaten
- Argentinië
- Frankrijk
- nazi-Duitsland

In tegenstelling tot de vorige edities trok zich nu niemand terug. Het FIFA-congres kwam samen in Berlijn op 13 augustus 1936. Aangezien Frankrijk meer dan de helft van de stemmen kreeg na de eerste ronde was er maar één stemronde nodig.
Resultaat
1. Frankrijk, 19 stemmen
2. Argentinië, 4 stemmen
3. nazi-Duitsland, 0 stemmen

## 1950
Kandidaat
- Brazilië

Brazilië had zich al kandidaat gesteld voor het wereldkampioenschap in 1942, maar deze ging niet door vanwege de Tweede Wereldoorlog. De wereldbeker zou normaliter plaatsvinden in 1949, maar de dag nadat de kandidatuur van Brazilië goedgekeurd werd in Luxemburg op 26 juli 1946 werd het verzet naar 1950.
Resultaat
1. Brazilië

## 1954
Kandidaat
- Zwitserland

Het WK van 1954 werd op 26 mei 1946 toegewezen, net als het WK 1950. Het toernooi zou oorspronkelijk plaatsvinden in 1953, zoals het WK van 1950 eerst in 1949 zou zijn, maar dit werd al snel veranderd naar 1954.
Resultaat
1. Zwitserland

## 1958
Argentinië, Mexico, Chili en Zweden toonden interesse om het toernooi te organiseren. Zweedse afgevaardigden lobbyden bij andere landen op het FIFA-congres in 1950 in Rio de Janeiro en Zweden kreeg dan ook het toernooi toegewezen op 23 juni 1950.
Resultaat
1. Zweden

## 1962
Kandidaten
- Argentinië
- Chili
- West-Duitsland

West-Duitsland trok zich terug vóór de stemming plaatsvond op 10 juni 1956 in de Portugese hoofdstad Lissabon. Chili won van Argentinië in één stemronde.
Resultaat
1. Chili, 32 stemmen
2. Argentinië, 11 stemmen
3. West-Duitsland teruggetrokken

## 1966
Kandidaten
- Engeland
- West-Duitsland
- Spanje

Spanje trok zich terug vóór de stemming die op 22 januari 1960 plaatsvond in Rome. Er was slechts één stemronde nodig om Engeland aan te duiden als organisator.
Resultaat
1. Engeland, 34 stemmen
2. West-Duitsland, 27 stemmen
3. Spanje teruggetrokken

## 1970
Kandidaten
- Argentinië
- Mexico

Het FIFA-congres vond plaats op 8 oktober 1964 in Tokio. Na één ronde werd Mexico aangeduid als gastland.
Resultaat
1. Mexico, 56 stemmen
2. Argentinië, 32 stemmen

## 1974–1982
Op 6 juli 1966 werden drie gastlanden gekozen in Londen. Spanje en West-Duitsland, die beiden in de running waren voor 1974 en 1982 maakten onderling uit wie de organisatie kreeg. Mexico, dat in 1970 al van Argentinië gewonnen had, ging akkoord om zich terug te trekken voor de organisatie van 1978.
Kandidaten 1974
- West-Duitsland
- Spanje

Kandidaten 1978
- Argentinië
- Mexico

Kandidaten 1982
- West-Duitsland
- Spanje

Resultaat 1974
1. West-Duitsland
2. Spanje trok zich terug in ruil voor de organisatie van 1982

Resultaat 1978
1. Argentinië
2. Mexico trok zich terug na het toernooi van 1970 reeds georganiseerd te hebben

Resultaat 1982
1. Spanje
2. West-Duitsland trok zich terug in ruil voor de organisatie van 1974

## 1986
Kandidaat
- Colombia

Op 9 juni 1974 werd in Stockholm besloten dat Colombia het WK van 1986 toegewezen kreeg.
Resultaat
1. Colombia

Colombia trok zich echter terug op 5 november 1982 wegens financiële problemen, minder dan vier jaar voor de start van het evenement. Er werd een oproep gedaan voor nieuwe kandidaturen en de FIFA ontving drie biedingen:
- Canada
- Mexico
- Verenigde Staten

Op 20 mei 1983 werd in Zürich Mexico aangeduid.
Resultaat
1. Mexico, unaniem
2. Canada,  Verenigde Staten: 0 stemmen

## 1990
Kandidaten
- Italië
- Sovjet-Unie
- Griekenland
- Engeland

Engeland en Griekenland trokken zich terug voordat de stemming op 19 mei 1984 plaatsvond in Zürich. Opnieuw was er slechts één stemronde nodig om het gastland te bepalen.
Resultaat
1. Italië, 11 stemmen
2. Sovjet-Unie, 5 stemmen
3. Griekenland teruggetrokken
4. Engeland teruggetrokken

## 1994
Kandidaten
- Brazilië
- Marokko
- Verenigde Staten
- Chili

Ondanks dat drie naties kandidaat waren was er slechts één stemronde nodig op 4 juli 1988 in Zürich. De Verenigde Staten kreeg bij de eerste ronde meer dan de helft van de stemmen.
Resultaat
1. Verenigde Staten, 10 stemmen
2. Marokko, 7 stemmen
3. Brazilië, 2 stemmen
4. Chili teruggetrokken

## 1998
Kandidaten
- Frankrijk
- Marokko
- Zwitserland

De stemming werd op 1 juli 1992 gehouden in Zürich. Er was slechts één stemronde nodig.
Resultaat
1. Frankrijk, 12 stemmen
2. Marokko,  Zwitserland samen 7 stemmen (exact aantal onderling niet bekend)

## 2002
Kandidaten
- Zuid-Korea/ Japan
- Mexico

De stemming vond plaats op 31 mei 1996 in Zürich. Aanvankelijk stelden Zuid-Korea en Japan zich elk apart kandidaat, maar voorafgaand aan de stemming werd overeengekomen dat ze samen het evenement zouden organiseren. Er werd dit keer gestemd via acclamatie.
Resultaat
1. Zuid-Korea/ Japan  (gewonnen door acclamatie)
2. Mexico

## 2006
Kandidaten
- Brazilië
- Engeland
- Duitsland
- Marokko
- Zuid-Afrika

De selectie werd op 6 juli 2000 in Zürich gehouden. Brazilië trok zijn kandidatuur drie dagen voor de stemming terug. Dit was de eerste keer dat er meer dan één ronde nodig was om het gastland te bepalen. Duitsland versloeg Zuid-Afrika met slechts één stem.
| Land        | Stemmen | Stemmen | Stemmen |
| Land        | 1       | 2       | 3       |
| ----------- | ------- | ------- | ------- |
| Duitsland   | 10      | 11      | 12      |
| Zuid-Afrika | 6       | 11      | 11      |
| Engeland    | 5       | 2       | 0       |
| Marokko     | 2       | 0       | 0       |
| Totaal      | 23      | 24      | 23      |

De FIFA besloot om vanaf nu een rotatiesysteem te gebruiken, zodat elk continent het wereldkampioenschap een keer zou kunnen organiseren.

## 2010
Kandidaten
- Egypte
- Libië
- Tunesië
- Marokko
- Zuid-Afrika

Op 15 maart 2004 werd het WK toegewezen in Zürich. Door het nieuwe rotatiesysteem van de FIFA konden deze keer enkel landen uit Afrika zich aandienen. Nadat de FIFA gezegd had dat een gezamenlijke kandidatuur niet meer mogelijk was zoals met Zuid-Korea en Japan het geval was in 2002, trokken Libië en Tunesië zich terug. Nadat Zuid-Afrika bij zijn vorige kandidatuur nipt door Duitsland verslagen werd, kregen ze nu wel de organisatie toegewezen.
| Zuid-Afrika | 14 |
| Marokko     | 10 |
| Egypte      | 0  |
| Totaal      | 24 |

## 2014
Kandidaten
- Brazilië
- Chili/ Argentinië
- Colombia

De FIFA bleef het rotatieproces hanteren en reserveerde 2014 voor Zuid-Amerika. Eerder gaf de FIFA aan dit systeem misschien te laten vallen, maar hield hier toch nog aan vast voor 2014 en liet het systeem hierna vallen. Colombia wilde de wereldbeker organiseren maar trok zich terug nadat ze het wereldkampioenschap onder 20 in 2011 toegewezen kregen. Chili en Argentinië stelden samen hun kandidatuur op, maar trokken zich terug omdat een gezamenlijke kandidatuur niet meer gesteund werd door de problemen die zich voorgedaan hadden met Japan en Zuid-Korea. Voor het eerst sinds 1986, toen Colombia oorspronkelijk de organisatie binnen haalde, was er slechts één kandidaat om te organiseren. Op 30 oktober 2007 werd de kandidatuur officieel goedgekeurd.
Resultaat
1. Brazilië (unaniem)

## 2018–2022
Kandidaten 2018
- België /  Nederland
- Engeland
- Spanje /  Portugal
- Rusland

Kandidaten 2022
- Australië
- Japan
- Zuid-Korea
- Qatar
- Verenigde Staten

Op 29 oktober 2007 kondigde de FIFA aan dat het rotatiesysteem afgevoerd werd. De nieuwe regel werd dat een land zich kandidaat mocht stellen voor de wereldbeker als zijn continent niet een van de twee voorgaande toernooien georganiseerd had. Dit betekende dat voor 2018 geen kandidaturen mochten komen uit Zuid-Amerika en Afrika en dat voor 2022 Zuid-Amerika en Europa niet mochten meedoen. De FIFA stond nu wederom gezamenlijke kandidatuur toe. De beslissing voor beide WK's werd genomen op 2 december 2010. Rusland kreeg de organisatie voor 2018 toegewezen, waardoor het WK voor het eerst in Oost-Europa zou worden georganiseerd. De editie van 2022 werd aan Qatar toegewezen, waardoor het voor het eerst in het Midden-Oosten zou worden georganiseerd. Qatar zou tevens het kleinste land ooit zijn, waar een wereldkampioenschap zou worden georganiseerd.

### Resultaten 2018
| Land              | Stemmen | Stemmen |
| Land              | 1       | 2       |
| ----------------- | ------- | ------- |
| Rusland           | 9       | 13      |
| Spanje/ Portugal  | 7       | 7       |
| Nederland/ België | 4       | 2       |
| Engeland          | 2       | 0       |
| Totaal            | 22      | 22      |

### Resultaat 2022
| Land             | Stemmen | Stemmen | Stemmen | Stemmen |
| Land             | 1       | 2       | 3       | 4       |
| ---------------- | ------- | ------- | ------- | ------- |
| Qatar            | 11      | 10      | 11      | 14      |
| Verenigde Staten | 3       | 5       | 6       | 8       |
| Zuid-Korea       | 4       | 5       | 5       | 0       |
| Japan            | 3       | 2       | 0       | 0       |
| Australië        | 1       | 0       | 0       | 0       |
| Totaal           | 22      | 22      | 22      | 22      |

## 2026
Kandidaten
- Canada /  Mexico /  Verenigde Staten
- Marokko
- Colombia Colombia trok zich terug

| Canada / Mexico / Verenigde Staten | 134 |
| Marokko                            | 65  |
| geen van beide                     | 1   |
| Totaal                             | 200 |

Onder de huidige regels kan er tot en met 2026 geen kandidatuur uit Europa of Azië komen.

## 2030
Kandidaten
- Uruguay /  Paraguay /  Argentinië
- Spanje /  Portugal /  Marokko[1]

## 2034
Kandidaten
- Saoedi-Arabië

De FIFA nodigde landen uit Azië en Oceanië uit om een bod te doen, aangezien de vorige WK’s de andere continenten aan bod waren gekomen, maar alleen Saoedi-Arabië maakte dit definitief.
Resultaten
- Saoedi-Arabië (unaniem)

Hoewel er veel kritiek was, werd deze keuze op 11 december 2024 toch definitief gemaakt.